# Titularbistum Anineta
Anineta ist ein Titularbistum der römisch-katholischen Kirche.
Es geht zurück auf ein ehemaliges Bistum benannt nach der antiken Stadt in der römischen Provinz Asia an der türkischen Ägäisküste. Es gehörte der Kirchenprovinz Ephesos an.
| Titularbischöfe von Anineta |               |                                |                   |                  |
| Nr.                         | Name          | Amt                            | von               | bis              |
| 1                           | Paweł Latusek | Weihbischof in Gniezno (Polen) | 13. November 1961 | 16. Februar 1973 |